# Araeolaimus tenuicaudatus
Araeolaimus tenuicaudatus är en rundmaskart. Araeolaimus tenuicaudatus ingår i släktet Araeolaimus, och familjen Axonolaimidae. Arten är reproducerande i Sverige.